# Novonigidius trifurcus
Novonigidius trifurcus là một loài bọ cánh cứng trong họ Lucanidae. Loài này được Dider mô tả khoa học năm 1928.